# 茂木欣一
茂木 欣一（もてぎ きんいち、1967年〈昭和42年〉12月15日 - ）は、日本のミュージシャン。
フィッシュマンズ、MariMari rhythmkiller machinegunおよび東京スカパラダイスオーケストラのドラマーとして活動。
明治学院大学卒業。血液型はA型。愛称は「欣ちゃん」。

## 概要
フィッシュマンズとMariMari rhythmkiller machinegun、東京スカパラダイスオーケストラの3つのバンドを並行して活動しているが、MariMari rhythmkiller machinegunは実質活動を休止しているため、現在は東京スカパラダイスオーケストラ、フィッシュマンズでの活動が主とされる。
ドラムを叩きながら歌も歌える。MariMari rhythmkiller machinegunではコーラス担当であるが、東京スカパラダイスオーケストラではメインボーカルまで担当する機会も多い。フィッシュマンズでは主にコーラス担当であったが、佐藤伸治逝去後はメインボーカルも担当している。

## 来歴
1987年、明治学院大学在学中の音楽活動の際に佐藤伸治、小嶋謙介と出会い、直後に3人でフィッシュマンズを結成する。当時からドラムス担当であった。
卒業後もバンド活動を継続・活発化させ、1991年にメジャー・デビューを果たす。その後も安定した活動を続けていたものの、1999年にボーカル佐藤が逝去し、フィッシュマンズは事実上活動停止を余儀なくされた。
その2か月後、東京スカパラダイスオーケストラのドラムス担当の青木達之が急逝。直後のツアーやライヴでは中村達也や高橋幸宏などがサポートを務めたが、かねてより親交のあった同バンドメンバー・沖祐市からの誘いにより同年8月から茂木もサポートとして参加。同年11月発売のシングル「戦場に捧げるメロディー」以降はレコーディングにも全面的に携わるようになり、2001年11月に正式加入した。
加入後から現在に至るまで、バンドの一員として精力的な活動を続けている。
2005年からはフィッシュマンズのリーダーとなり活動を再開。ゲストボーカルに原田郁子、ハナレグミ、UAらを招き、ライブ活動を定期的に行っている。
軽妙な語り口から、ラジオパーソナリティーとしても人気が高い。

## 作品
茂木の在籍するバンドの作品については、以下のページに詳しい記述がある。また、後述の外部リンクの節に付記された各公式サイトも併せて参照のこと。
- フィッシュマンズ - フィッシュマンズ#ディスコグラフィ
- 東京スカパラダイスオーケストラ - 東京スカパラダイスオーケストラ#ディスコグラフィー

### 参加作品
シングル
| アーティスト | リリース日     | タイトル                | 楽曲                     |
| ------------ | -------------- | ----------------------- | ------------------------ |
| YUKI         | 2002年6月5日   | 66db                    | 66db                     |
| YUKI         | 2002年11月20日 | スタンドアップ!シスター | 恋人よ                   |
| 浅井健一     | 2006年7月12日  | 危険すぎる              | 危険すぎる               |
| Rie fu       | 2007年10月24日 | あなたがここにいる理由  | Just the Kind of Thought |
| KinKi Kids   | 2008年8月27日  | Secret Code             | Secret Code              |
| 片平里菜     | 2014年4月30日  | Oh JANE/あなた          | Oh JANE あなた           |

アルバム
| アーティスト  | リリース日     | タイトル       | 楽曲                                                                |            |
| ------------- | -------------- | -------------- | ------------------------------------------------------------------- | ---------- |
| SION          | 1999年10月27日 | DISCHARGE      | -                                                                   | -          |
| ORIGINAL LOVE | 2000年8月2日   | ビッグクランチ | 地球独楽 セックスサファリ問題OK アポトーシス 地球独楽リプライズ R&R | -          |
| YUKI          | 2002年3月27日  | PRISMIC        | 66db                                                                | -          |
| GLAY          | 2004年3月24日  | THE FRUSTRATED | BLAST                                                               | -          |
| ORIGINAL LOVE | 2004年10月27日 | 街男 街女      | 築地オーライ                                                        | -          |
| 浅井健一      | 2006年9月27日  | Johnny Hell    | 原爆とミルクシェイク 空港 危険すぎる Green Jelly 人はなぜ           | -          |
| 安藤裕子      | 2008年5月21日  | chronicle.     | ぼくらが旅に出る理由                                                | CTCR-14579 |
| 弥生          | 2008年10月22日 | &i             | 真っ赤な果実                                                        | -          |
| ハナレグミ    | 2009年6月24日  | あいのわ       | 愛にメロディ                                                        | -          |
| 浅井健一      | 2013年1月16日  | PIL            | LOVE LIVE LOVE Locker Room's Mirror FRED & SUSAN                    | -          |
| YUKI          | 2014年9月17日  | FLY            | 口笛 カ・リ・ス・マ in the dark                                     | -          |

ビデオ・DVD
- TOUR あいのわ 「タカシにはその器はないんじゃないかしら…」と母は言ったのであった。
  - ハナレグミのライブビデオ。
- 勝手 at 九段 〜2008.12.11 you don't know what "LIFE IS..." at 九段会館大ホール〜
  - 勝手にしやがれのライブビデオ

## 出演

### テレビ
- JUSTA TV
- 仮面ライダーセイバー - 仮面ライダー最光関連アイテムシステムボイス 役

### ラジオ
- MOTHER MUSIC RECORDS
- JUSTA RADIO （TOKYO FM、毎週土曜24:00 - 24:30）
- Shell Sound Ignition（2003年10月 - 2007年4月）

### 映画
- リメンバー・ミー（2018年3月16日公開） - ロス・チャチャラコス（男性） 役（吹き替え）[1]

### 雑誌
- リズム&ドラム・マガジン

### 玩具
- 仮面ライダーセイバー 変身ベルト DX光剛剣最光&聖剣サイコウドライバー（2020年12月26日）
- 仮面ライダーセイバー DXエックスソードマンワンダーライドブック（2021年2月6日）

## 関連人物・項目
- 安藤裕子
- 五十嵐公太
- 加藤隆志
- 佐藤伸治
- 柏原譲
- 永積タカシ
- the castanets
- TOKYO FM番組一覧
- Buffalo Daughter
- 明治学院大学の人物一覧